# Natalie (opera)
Natalie je romanticko-komická opera o třech dějstvích českého skladatele Jindřicha Hartla na libreto Emanuela Františka Züngela podle povídky českoněmeckého spisovatele a dramatika Wolfganga Adolfa Gerleho (1783–1846). Poprvé byla uvedena 27. června 1887 v pražském Národním divadle.

## Vznik a charakteristika
Skladatel a dirigent Jindřich Hartl se vzápětí po absolvování varhanické školy v Praze (1874) zapojil do divadelního dění, nejprve v ochotnickém Mikulášském divadle, kde působil souběžně se svým zaměstnáním varhaníka, od roku 1877 pak u Pištěkovy divadelní společnosti, v letech 1879 až 1881 u divadelní společnosti Pavla Švandy ze Semčic, v letech 1881 až 1884 opět u Pištěka a v sezóně 1884/85 v německém divadle v Chebu. Vedle zastávání kapelnické pozice v těchto společnostech, díky čemuž dirigoval značné množství oper a operet, také pro tato divadla komponoval scénickou hudbu k činohrám a napsal pro ně komickou operní aktovku Oslavenec (1882). Od roku 1885 pobýval ve Velvarech a věnoval se, vedle povinností ředitele kůru ve Velvarech a v Karlových Varech, pouze skladatelské činnosti. V té době vznikla jeho celovečerní opera Natalie.
Libreto Hartlovi podle (neidentifikované) povídky dobově populárního biedermeierovského autora Wolfganga Adolfa Gerleho připravil tvůrce a překladatel řady českých operních libret Emanuel František Züngel. Operu se podařilo zadat Národnímu divadlu – tehdejšímu řediteli Františku Adolfu Šubertovi. Uvedení Natalie předcházela na tehdejší poměry poměrně značná kampaň (např. Národní listy před premiérou oznamovaly, že „možno doufati, že toto první operní dílo Hartlovo vzbudí veliký interes. Jevíť se v něm Hartl jako rozhodný talent, jejž dlužno radostně pozdraviti na poli české opery“); katolický týdeník Čech referoval o přítomnosti skladatele při zkouškách opery, v níž prý „osvědčil vzácné nadání“). Skladatel rovněž před premiérou rozesílal tištěné pozvánky a po premiéře dal v novinách zveřejnit poděkování všem, kdo se o provedení zasloužili, což podle hudební revue Dalibor „činilo všeobecný dojem čirého šarlatánství na polo odporného a na polo směšného“. Premiéra se konala na sklonku sezóny 1886/1887 a následovaly ji v rychlém sledu dvě reprízy.
Kritické ohlasy se shodovaly na nevalném úsudku o libretu. Josef Bohuslav Foerster v Národních listech podal jeho shrnutí s řadou humorných a ironických poznámek o nedostatcích v ději a motivaci postav, ale i s jistou shovívavostí. Zato Václav Vladimír Zelený v hudebním časopise Dalibor nevážil slova a „veskrze špatnému“ libretu vytýkal jeho „prázdnotu a nevkus“ a neváhal poukázat na libretistu osobně: „nynější příklad i nejzaslepenějším snad již ukazuje, kterak jest vrchovatý čas, aby přestalo toto krvavé ubíjení duševní práce skladatelů českých nelidskými librety, jejichž výroby koruna néleží neblahé firmě E. Z.“ Zelený vypočítává „psychologické a etické nesmysly“, šablonovitost stavby libreta, chudost děje nastavovanou operetními prostředky, jakož i slovní provedení, jež je „nejžalostnější stránkou“ libreta; navíc se domnívá, že se postavy opery dělí na „osoby naprosto zbytečné“ na jedné straně na druhé straně na osoby hlavní, jež „sluší politovati“. Josef Flekáček ve Vlasti souhlasil: „Libretto jest slátanina nemožného děje s rýmy předpotopními, které naši mateřštinu natahují na skřipec tak, že se stává protivnou.“ Střízlivý kritik týdeníku Čech upozornil na důsledky nedostatků libreta: „…s lítostí možno tvrditi, že libretista učinil časté reprise Natalie zhola nemožnými. Libreto Natalie nemá naprosto žádného dějem a tím jest osud opery, trvající tři hodiny, na dobro rozhodnut.“
Natalie je v podstatě typem tradiční číslové opery, i když se například Teige dohadoval, že „Hartl kloní se k modernímu slohu hudby dramatické“. Ozvláštněním opery bylo velké ballabile, které uspořádal choreograf Augustin Berger a v němž vystoupily v sólových úlohách Marie Zieglerová a Zdenka Štemberová. Někteří hudební recenzenti (na rozdíl od obecenstva) baletu nepřáli, označili ho za málo vkusný, bezvýznamný a jeho hudbu za vesele znějící, ale úplně bezbarvou. Zato J. B. Foerster mínil, že má „svěží čísla“.
V. V. Zelený v Daliboru porovnával práci Hartla (jenž se hlásil ke Smetanovým následníkům) nepříznivě se Dvěm vdovami. Potěšilo ho, že „v celé partituře není téměř nic docela banálního“, i když se jeho hudba na četných místech stýkala „s lehkám slohem operetním“ a scházela jí „vlastní jiskra i pevné jádro hudební“. Přiznával Hartlovi divadelní zkušenost, dobrý smysl dramatický i „pozoruhodný talent pro hudební stylisaci a plastičnost situací i momentů“. Vyjadřuje však obavu, že se ze skladatele stával „pouhý routinier“, který „hromadí efekty v operách dávno vyzkoušené“, a Natalie je proto staromilná práce postrádající původnost i jakýkoli nárok na pokrokovost. I v souhrnném článku o stavu české zpěvohry v revue Osvěta vyslovil Zelený obavu, že Hartl usedl „na konservativní pravici pěstitelů tradicionelních forem“. To Karel Teige v České Thalii chválil bohatství Hartlovy fantazie, i když ne prosté reminiscencí jiných autorů, ušlechtilost a eleganci zpracování a ovládání orchestru, který „zní u něho vždy tak samostatně, živě, vkusně, lahodně a diskrétně“. Také J. B. Foerster v celkově příznivé recenzi zmiňoval operetní vlivy a postrádal u Hartla původnost – viděl patrný vliv Smetany, Dvořáka i skladatelů francouzských – ale ocenil ušlechtilou invenci, melodiku i harmoniku a celkově Natalii označil za práci slibnou. Josef Flekáček ještě více než Zelený zdůrazňoval příbuznost Natalie operetě, tj. žánru, který byl v té době jakožto méněcenný z Národního divadla vypuzen.
Kritika relativně nejvíce oceňovala první dějství. Z jednotlivých čísel získala ocenění čiperná ouvertura (citující žertovný kuplet komického páru Otty a Emmy), arieta Nataliina i prvního dějství, tercet dam z třetího dějství, popřípadě monolog Juliany rovněž z posledního aktu, ale především lyrické písně knížete z prvního i druhého dějství, které z této v podstatě komické postavy činí lidsky nejsympatičtější.
V červenci 1887 opustil Pištěkovu společnost dosavadní kapelník Karel Kovařovic a na jeho místo se vrátil Jindřich Hartl. Jeho působení u jiné divadelní společnosti mohlo být důvodem, proč se Natalie na program Národního divadla po letní přestávce již nevrátila. Mohla ji však nastudovat právě Pištěkova společnost, jež v té době mimo jiné zajišťovala divadelní sezónu v Městském divadle v Plzni. Hartl s ní tedy Natalii nastudoval a 3. února 1888 poprvé uvedl právě v Plzni. Jak referoval skladatel Hynek Palla v Daliboru, Hartlova „zpěvohra dodělala se nevšedního úspěchu, že hned po ouvertuře a po všech větších, uzavřených číslech ať solových, ať ensemblových nastal živý potlesk, který vzrostl ještě při závěru aktův a končil vyvoláním kapelníka-skladatele“. Při repríze (6. února) obdržel Hartl vedle hojných ovací i skvostný vavřínový věnec od místního pěveckého spolku „Hlahol“. Třetí a poslední repríza zde již byla provázena nedostatky v provedení. V březnu 1888 odehrála Pištěkova společnost jedno představení také v Táboře, kde měla půldruhaměsíční sezónu.
Konečně 2. července 1888 se – se zvláštním a jednorázovým povolením Národního divadla, které jinak mělo na Natalii v Praze a nejbližším okolí monopol – uvedla Pištěkova společnost jedno představení této opery jako skladatelovu benefici i ve svém letním působišti, Letním divadle na Královských Vinohradech. Tomuto představení „věnována byla náležitá píle i péče, zejména sesílením orchestru“. Bylo také pro Natalii posledním.
Navíc na koncertech našla uplatnění předehra a baletní hudba z Natalie a zejména árie knížete, která vyšla tiskem a kterou do svého koncertního repertoáru úspěšně přejali význační čeští barytonisté – nejen Bohumil Benoni, původní představitel této role, ale i o generaci starší Josef Lev.

## Osoby a první obsazení
| osoba                                           | hlasový obor | premiéra (27. června 1887) |
| ----------------------------------------------- | ------------ | -------------------------- |
| Kníže Lipínský                                  | baryton      | Bohumil Benoni             |
| Hraběnka Juliana, jeho sestřenka                | mezzosoprán  | Marie Panznerová           |
| Natalie z Milínova, mladá vdova                 | soprán       | Marie Sittová              |
| Emma, její komorná                              | mezzosoprán  | Johanna Kavallarová        |
| Droll, knížecí komoří                           | bas          | Vilém Heš                  |
| Felix z Belmontu, knížecí tajemník              | tenor        | Antonín Vávra              |
| Otík (Otto), jeho sluha                         | tenor        | Adolf Krössing             |
| Aspik, nadkuchyňský                             | bas          | František Hynek            |
| Dvořané, sluhové knížecí, lovci, hosté, maškary |              |                            |
| Dirigent: Adolf Čech                            |              |                            |
| Režie: František Karel Kolár                    |              |                            |
| Choreografie: Augustin Berger                   |              |                            |

## Děj opery
Odehrává se koncem 18. století na některém knížecím panství v Čechách.

### 1. dějství
(Zahrada u letohrádku paní Natalie z Milínova, podvečer) Kníže je zamilován do mladé vdovy Natalie, a proto pořádá hon poblíž jejího letohrádku. Lovci z jeho družiny zpívají za zvuku rohů svou píseň (sbor Zelený háj, toť lovcův ráj). Doraziv k letohrádku, posílá kníže lovce pryč, až na svého komořího Drolla. jemu se svěřuje, že nemůže jet kolem, aniž by vdovičku nepozdravil. Droll jej chápe, neboť za ní sám vzdychá. Kníže doufá, že upoutá Nataliinu pozornost romancí, v níž ji přirovnává tu k Dianě, tu k Seleně (romance knížete Ve stinném háji bloudí sám a sám). Knížecí dvoření přichází překazit jeho sestřenka Juliana, jež by knížete ráda získala pro sebe. Vysmívá se mu, že se i zvěř prý podivuje, proč ji dnes kníže neloví (scéna a kuplet Ejhle, lovů pán a hlava… Potkali jsme srnce v houští).
Z letohrádku vychází Natalie se svou komornou Emmou a vítají hosty. Kníže se však nedočká kýženého soukromého rozhovoru, protože sem Juliana přivolá celou loveckou výpravu. Účastní se jí i knížecí nadkuchyňský Aspik, který připomíná, jak důležitou úlohu při honu má – bez něj by páni lovci zůstali o hladu nebo museli svou kořist jíst syrovou (kuplet-rondo Plna odvahy si z rána). Za této situace je kníže nucen se s Natalií rozloučit.
Po odchodu hostí si Natalie Emmě stěžuje na to, jak jí pozornosti knížete činí trapné nesnáze, zatímco ona netrpělivě čeká na svého miláčka, knížecího tajemníka Felixe z Belmontu (duet Knížecí to laškování…. Větérku těkající a Nataliina árie Ach, kdy se asi vrátí… Jak krásné jsou ty pláně). Avšak tím řada hostí nekončí. Nejprve se vrací komoří Droll, jenž unylými verši vyznává Natalii lásku, avšak ta jej s pobavením odmítá (scéna a tercet Jakés kouzlo zde se chová… Chladna jako led). Samotnou Emmu překvapí její milý Otto, který ji ujišťuje, že jí po dobu své nepřítomnosti zůstával věrný (scéna a duet Tušení mi jakés praví… Kdož vám může víry dáti?). Vzápětí se dostaví Ottův pán Felix, navrátivší se ze služební cesty. Hned spěchal spatřit svou milovanou Natalii, jež ho nadšeně vítá (duet Ó, buď mi vítán, drahý).
Ale k zahradě se opět někdo blíží. Natalie žárlivého Felixe ukryje. Objevuje se znovu Droll, ale jen aby ohlásil knížete, který sem přišel potají vyznat vdově lásku. Felix je tím tak rozzuřen, že před knížetem uteče. Ten se prchajícího neznámého chystá stíhat, ale narazí na Ottu a Emmu. Přítomnost svědků jej znovu donutí odejít bez toho, aby jej Natalie vyslyšela (finále-kvintet knížete, Natalie, Emmy, Drolla a Felixe Tichá noc temná).

### 2. dějství
(Veliká dvorana v knížecím zámku) Aspik se snaží ukáznit své kuchtíky, protože večer se koná velký ples (introdukce Aspika se sborem Buď náš pan nadkuchyňský zdráv). Zde jej nachází komoří Droll. Aspik si utahuje z Drollovy věčné zamilovanosti a Droll zase z Aspikovy záliby v jídle (komický duet Bujná cháska, chce se rotit… Bloud je, kdo jen do úst shání). Pak s Aspikem hovoří kníže; svěřuje se mu, že u své milé překvapil soka, v němž tuší svého tajemníka Felixe. Aspik knížeti prozrazuje, že Felixe spatřil v důvěrném hovoru s Julianou. Touto zprávou je kníže potěšen: mohl by se zbavit jak soka, tak dotěrné sestřenice. On sám je zamilován do Natalie více, než do svých četných dřívějších milenek (arioso Ach, nikde nemám stání… Tajemný cit mi v srdci zkvit). Když pak hovoří s Felixem, tvrdí mu, že se dozvěděl o jeho tajném poměru a Julianou, a hodlá jim dopomoci ke sňatku. Nedbá protestů překvapeného Felixe a ani se před ním netají svými city k Natalii (scéna a duet Hle, tu tajný hříšník náš… Skvoucí a krásná jak božka jasná).
Felix si o samotě zoufá (arioso Že nemožno tu na světě… Tak krásný sen snil chuďas já). V tomto rozpoložení jej nachází Juliana. I k ní už se donesly zvěsti o jejich údajné aféře. Juliana a Felix si navzájem slibují, že vypátrají původce té pomluvy a knížecí záměry zmaří (scéna Zda již kníže vzhůru jest). V okamžiku, když Felix líbá Julianě z vděčnosti ruku, jej překvapí Natalie (ve smutečním španělském oděvu) a Emma. Felixovi a Julianě se jen stěží podaří rozezlenou Natalii uchlácholit a vyvrátit podezření (kvartet Ejhle, tu vás oba máme). A protože s klevetou mohli přijít jen buď Droll, nebo Aspik, podrobuje je celá čtveřice přísnému výslechu (sextet Ach, pan z Drollů… Jak se neviňounce tváří). Drolla a Aspika zachrání až příchod knížete, jenž zve všechny na maškarní ples, na němž chce oznámit radostnou novinu. Felix a Juliana se dohadují, že jí má být jejich nevítané zasnoubení, ale ostatní dvořané se dávají radostně do tance (finále-valčík Ples a radování… Spějme v čarovný chrám).

### 3. dějství
(Zámecký park slavnostně osvětlený a okrášlený, s „chrámkem noci“) Maškary tančí a oslavují hostitele (sbor Hostitel zdráv a velké ballabile – rej maškar). Kníže dává nešťastnému Felixovi za úkol přivést do chrámku nepozorovaně Natalii, aby jí kníže mohl konečně řádně přesvědčit o své lásce. Mezi hosty se skutečně nachází Natalie v převlečení za cikánku a v doprovodu Emmy a Otty; hledají Felixe. Když se jim podaří zbavit vzdychajícího Drolla, objeví se Felix přivádějící dámu ve smutečním španělském oděvu. Felix neznámou ujišťuje o své lásce a omlouvá se, že ji musel přivést na dostaveníčko s knížetem. Natalie rozhovor vyslechne a rozhořčeně Felixe konfrontuje; ten až nyní zjišťuje, že zahalená dáma není Natalie, nýbrž Juliana. Ta má svůj plán a prosí všechny, aby neprozradili její přestrojení a ukryli se – všechno je jen ženská lest pro lásku. Natalie a Emma dobře rozumějí (tercet dam Ó jaké sužování plodí to milování). O samotě si Juliana stýská, že se musí lásky domáhat podvodem – ale sama se jí ubránit nemůže (Julianino lamento Běda, běda, co počínám?).
Kníže přichází a horoucně přísahá domnělé Natalii lásku. Zahalená dáma ji opětuje (duet Konečně jsem již u cíle… Láska, láska, Bože živý), ale bojí se, že ji zde naleznou v kompromitujícím postavení. Kníže jí však slibuje, že ji veřejně představí jako svou choť – a ihned tak učiní před shromážděným dvorem. Všichni snoubencům blahopřejí. K velkému překvapení knížete se mezi gratulanty objevuje Natalie a žádá knížete o propuštění Felixe ze služby. Juliana si sundává škrabošku a přimlouvá se za Natalii a Felixe. Chce-li si kníže zachovat na veřejnosti tvář, nezbývá mu, než žádosti vyhovět, požehnat Natalii a Felixovi a volky nevolky akceptovat sňatek se svou lstivou sestřenicí (ansámbl Peklo šalbu zlou provádí a finále Slavnost již skvělá ku konci se chýlí).